# مای‌نتورک‌تی‌وی
مای‌نتورک‌تی‌وی (انگلیسی: MyNetworkTV) شرکت رسانه‌ای آمریکایی است، که در سال ۲۰۰۶ تأسیس شد.